# Neusticomys peruviensis
Neusticomys peruviensis är en däggdjursart som först beskrevs av Guy G. Musser och Alfred L. Gardner 1974.  Neusticomys peruviensis ingår i släktet Neusticomys och familjen hamsterartade gnagare. IUCN kategoriserar arten globalt som livskraftig. Inga underarter finns listade i Catalogue of Life.
Denna gnagare förekommer i Peru öster om Anderna. Den är delvis vattenlevande och jagar insekter samt troligen krabbor. Arten hittades i klara bäckar samt i dammar med bambu.